# Гимн Сальвадора
Государственный гимн Сальвадора (исп. Himno Nacional de El Salvador) был написан в 1877 году Хуаном Аберле на стихотворение Хуана Хосе Каньяса, сочинённое в 1856 году. В 1953 году получил окончательное признание как гимн страны.

## История
Первый гимн Сальвадора был написан в 1866 году по заказу президента Франсиско Дуэньяса дирижёром национального военного оркестра Рафаэлем Ороско на слова Томаса Муньоса, был официально утверждён и впервые официально прозвучал 24 января 1867 года. Однако после свержения Дуэньяса в 1871 году он перестал исполняться.
В 1877 году президент Рафаэль Сальдивар поручил создание нового гимна Хуану Аберле. Аберле использовал ранее сочинённое стихотворение Хуана Хосе Каньяса; гимн Аберле и Каньяса был впервые официально исполнен 15 сентября 1879 года; двумя днями позже был опубликован указ о его утверждении.
Третий гимн Сальвадора был создан по указанию президента Карлоса Эсеты в 1891 году, впервые исполнен 2 мая и официально утверждён 3 июня; его автором стал Чезаре Джорджи Велес. Однако после государственного переворота 1894 года, когда президент Эсета был свергнут, этот гимн исполняться перестал, и страна вернулась к гимну Аберле и Каньяса. В 1902 году по указанию президента Томаса Регаладо авторам гимна была торжественно вручена золотая медаль в знак признания их заслуг.
Несмотря на это, формально в Сальвадоре оставался действующим гимн 1891 года. Поэтому в 1953 году Законодательная ассамблея Сальвадора вновь утвердила гимн 1879 года в качестве действующего гимна государства.

## Испанский текст гимна
Припев:
Saludemos la patria orgullosos
De hijos suyos podernos llamar;
Y juremos la vida animosos,
Sin descanso a su bien consagrar.
Первый куплет
De la paz en la dicha suprema,
Siempre noble soñó El Salvador;
Fue obtenerla su eterno problema,
Conservarla es su gloria mayor.
Y con fe inquebrantable el camino
Del progreso se afana en seguir
Por llenar su grandioso destino,
Conquistarse un feliz porvenir.
Le protege una férrea barrera
Contra el choque de ruin deslealtad,
Desde el día que en su alta bandera
Con su sangre escribió: ¡LIBERTAD!
Припев
Второй куплет
Libertad es su dogma, es su guía
Que mil veces logró defender;
Y otras tantas, de audaz tiranía
Rechazar el odioso poder.
Dolorosa y sangrienta es su historia,
Pero excelsa y brillante a la vez;
Manantial de legítima gloria,
Gran lección de espartana altivez.
No desmaya en su innata bravura,
En cada hombre hay un héroe inmortal
Que sabrá mantenerse a la altura
De su antiguo valor proverbial.
Припев
Третий куплет
Todos son abnegados, y fieles
Al prestigio del bélico ardor
Con que siempre segaron laureles
De la patria salvando el honor.
Respetar los derechos extraños
Y apoyarse en la recta razón
Es para ella, sin torpes amaños
Su invariable, más firme ambición.
Y en seguir esta línea se aferra
Dedicando su esfuerzo tenaz,
En hacer cruda guerra a la guerra:
Su ventura se encuentra en la paz.